# 杭州越剧院
杭州越剧院，组建于1985年，位于浙江省杭州市，为中国主要的越剧剧团之一。杭州越剧院下辖一团(原杭州越剧团)、二团(原桐庐越剧团)、三团(原富阳越剧团)。杭州越剧院二团、三团现独立建制。

## 历史
1950年10月，民艺剧社在杭州成立，姚水娟任名誉团长。1952年春，改名为江南越剧团。1956年，以江南越剧团、蜜蜂越剧团两团为基础，建立杭州市越剧团。

## 著名人物
著名演员有孟莉英、谢群英、陈雪萍、陈晓红、徐铭、梅秀文等。

## 代表作品
创作演出了《梨花情》等剧目。常演剧目有《玉蜻蜓》《碧玉簪》《桃李梅》《盘夫索夫》等。